# الأمين دياك
الأمين دياك (بالفرنسية: Lamine Diack)‏، ولد يوم 7 يوليو 1933 بدكار (السنغال)، تولَّى رئاسة الاتحاد الدولي لألعاب القوى، ورئاسة الاتحاد السنغالي لألعاب القوى.

## سيرة ذاتية
مارس الوثب الطويل في أواخر 1950، وفاز في العديد من بطولات ألعاب القوى بفرنسا 1958.
- المدير الفني الوطني لمنتخب السنغال لكرة القدم 1964-1968
- كان رئيس مجلس إدارة شركة المياه الوطنية «المؤسسة الوطنية للماء» بالسنغال (SONES) سنة 1995-2001.
- عضو في اللجنة الأولمبية للسنغال مند 1974، ثم عين رئيس للجنة سنة 1985، ليغادر المنصب سنة 2002.
- انتخب أيضا كبرلماني بالبرلمان السنغالي 1978-1993
- كان يشغل منصب نائب رئيس الاتحاد الدولي لألعاب القوى، لينتخب رئيسا للإتحاد في اجتماع خاص في ديسمبر عام 1999 عقب وفاة سلفه بريمو نيبيولو.